# Nicolau Sabòli
Nicolau Sabòli (Monteus, Comtat Venaissí 1614 - Avinyó 1675) fou un poeta i músic occità. Fou ordenat sacerdot el 1635, i exercí a Carpentràs i més tard a Avinyó, on fou mestre de música de la catedral. Des del 1660 escriví diverses nadales, un gènere popular vinculat a la poesia religiosa dels segles XIV i XV que perdurarà fins a la Revolució Francesa, publicades en reculls del 1669 al 1674, on defensa una fe ingènua que li permet tractar temes sagrats amb una gran simplicitat i un llenguatge popular. En algunes d'elles imita l'estil més lleuger de la pastorel·la, de temàtica descaradament profana i realista.
La seva obra fou descoberta reeditada pels felibritge el 1856, que adaptaren les notes d'una de les seves nadales per a musicar la Cansoun de la coupo, que va esdevenir himne dels felibres i de Provença, i durant un temps, himne oficiós d'Occitània.